# Buremscy
Buremscy (hist. pol. Boremlscy, Boremscy) herbu Pogoń Litewska II – wymarły, polski ród książęcy (kniaziowski) pochodzenia wielkolitewskiego. Protoplastą rodu był Michał Konstantynowicz, przodek dynastii Giedyminowiczów, poprzez ród Narymuntowiczów.
Buremscy wygaśli w linii męskiej w 1610 roku wraz ze śmiercią Andrzeja Buremskiego.

## Etymologia nazwiska
Nazwisko rodu Buremskich ma charakter odmiejscowy i wywodzi się od Buremla w dawnym powiecie dubieńskim. Jako pierwsi nazwisko Buremlski przyjęli synowie Fedora, księcia na Buremlu.

## Pochodzenie
Wedle pierwotnej opinii historyków, Buremscy byli uważani za potomków księcia podolskiego, Koriata Michała .
W rzeczywistości jednak, opierając się na badaniach genealogicznych Józefa Wolffa (1852–1900), książęta Buremscy są gałęzią dynastii Narymuntowiczów. Protoplastą rodu był Michał Konstantynowicz z książąt Pińskich, syn Konstantego. Michał Konstantynowicz jest też protoplastą książąt Kurcewiczów.

## Historia
Historia Buremskich zaczyna się wraz pojawieniem się na początku XV wieku Konstantego, księcia pińskiego, który nosił przydomek „Kurcz”. Jego syn, Michał Konstantynowicz Kurcewicz otrzymał nadanie dóbr Bureml, Nowosiołki, Stratyn, a także miejscowości w dawnym powiecie łuckim na Wołyniu. Dość często był wzmiankowany od 1439 do 1448 roku we współczesnych zapiskach sądów halickich, przy czym prawie cały czas tytułuje się wówczas mianem „księcia olszańskiego (olszanickiego)”, raz „księciem olszańskim i byniskim”, a jeden tylko raz „księciem byniskim”. Synowie Michała podzielili się na dwie rodziny, od których pochodzą Buremscy i Kurcewiczowie.
Drugi syn Michała, książę Wasyl używał na stałe przydomku Kurcewicz, który następnie już jako nazwisko zatrzymali jego potomkowie. Pierwszy z synów natomiast, Fedor, miał synów Semena, Lwa i prawdopodobnie Aleksandra, którzy pisali się w źródłach historycznych Kurcewiczami, z czasem jednak porzucili ten przydomek i zaczęli się pisać Buremskimi.
Kniaziowie Buremscy wymarli w linii męskiej w 1610 r. na 19-letnim kniaziu Andrzeju Buremskim.